# Radio Aktual
Radio Aktual je slovenska radijska postaja, ki oddaja od 1. januarja 2008 na frekvencah nekdanjega Radia glas Ljubljane. Predvaja predvsem hrvaško popularno glasbo.
Od januarja 2008 do avgusta 2009 je bil glavni radijski voditelj Radia Aktual Matej Špehar - Racman, ki so ga lastniki programa prevzeli Radiu Hit, večji del preostale ekipe pa je ostal z nekdanje postaje Radio glas Ljubljane.

### Poslušanost
Po raziskavah Direktorata za medije pri Ministrstvu za kulturo RS je bil Radio Aktual v letu 2013 peti najbolj poslušan radio v Sloveniji.

### Lastništvo
Sodi pod okrilje Media 24 Martina Odlazka.

## Televizija
Od 13. marca 2023 obstaja tudi televizijski program Aktual TV, ki deluje od ponedeljka do petka med 6. in 20. uro.

## Frekvence
- Osrednja Slovenija: 100,2 MHz
- Štajerska: 104,8 MHz
- Obala: 102,4; 102,8; 98,4 in 92,6 MHz
- Dolenjska, Posavje, Bela Krajina (Aktual Studio D): 103,0 MHz
- Zasavje (Aktual Kum): 98,1 MHz
- DAB+: 215,072 MHz (MUX R1)